# San Paolo d'Argon
San Paolo d'Argon é uma comuna italiana da região da Lombardia, província de Bérgamo, com cerca de 4.476 habitantes. Estende-se por uma área de 5 km², tendo uma densidade populacional de 895 hab/km². Faz fronteira com Albano Sant'Alessandro, Cenate Sotto, Gorlago, Montello, Scanzorosciate, Torre de' Roveri, Trescore Balneario.

## Demografia
| Variação demográfica do município entre 1861 e 2011                               |
|                                                                                   |
| Fonte: Istituto Nazionale di Statistica (ISTAT) - Elaboração gráfica da Wikipedia |